# Marco Bicho
Marco Paulo Amaral Bicho (sinh ngày 7 tháng 3 năm 1980 ở Barreiro, Setúbal) là một cầu thủ bóng đá người Bồ Đào Nha thi đấu cho Clube Oriental de Lisboa ở vị trí tiền vệ.